# Distrito de Kłobuck
Kłobuck (polaco: powiat kłobucki) es un distrito del voivodato de Silesia (Polonia). Fue constituido el 1 de enero de 1999 como resultado de la reforma del gobierno local de Polonia aprobada el año anterior. Limita con otros seis distritos: al noroeste con Wieluń, al norte con Pajęczno, al sudeste con la ciudad de Częstochowa y el distrito homónimo, al suroeste con Lubliniec y al oeste con Olesno; y está dividido en nueve municipios: dos urbano-rurales (Kłobuck y Krzepice) y siete rurales (Lipie, Miedźno, Opatów, Panki, Popów, Przystajń y Wręczyca Wielka). En 2011, según la Oficina Central de Estadística polaca, el distrito tenía una superficie de 888,59 km² y una población de 85 071 habitantes.